# Metro Italy
Metro Italy is de Italiaanse editie van het ook in Nederland bekende gratis dagblad Metro, eveneens uitgegeven door Metro International. De krant is voor het eerst in Rome verschenen op 3 juli 2000. Metro is een van de grootste kranten in Italië met een oplage van 850.000 die elke dag worden gedistribueerd in Lombardije (Milaan, vanaf 30 oktober 2000), Rome, Turijn, Florence, Bologna, Genua en Venetië (Padova en Verona). In de laatstgenoemde steden is de Metro voor het eerst uitgegeven op 21 maart 2005. Volgens het verslag van Eurisko staat Metro Italy uit Milaan en Rome op de derde plaats van het meest gelezen gratis dagblad.
Metro Italy heeft ook andere supplementen op de markt gebracht als Milano D’Agosto, de Metro Shopping en de Metro Imola, een speciale editie ter gelegenheid van de Formule 1 Grand Prix races.